# Lino Salvini
Lino Salvini (Firenze, 21 luglio 1925 – Firenze, 2 ottobre 1982) è stato un medico italiano.
Massone, fu Gran Maestro del Grande Oriente d'Italia (GOI) dal 1970 al 1978.

## Biografia
Laureatosi in medicina, si specializzò poi nelle problematiche legate alla tiroide, divenendo docente presso l'Università degli Studi di Firenze. Appassionato di politica, era un iscritto al Partito Socialista Italiano.
Salvini fu iniziato alla Massoneria nel 1952, anno in cui fu ammesso nella Loggia Concordia 110 all'Oriente di Firenze, appartenente al Grande Oriente d'Italia. Dieci anni dopo divenne Maestro Venerabile della Loggia, e nel 1970 raggiunse il vertice della Massoneria italiana, succedendo a Giordano Gamberini nella carica di Gran Maestro del Grande Oriente d'Italia (GOI).
Continuò la politica di Gamberini e molti furono i successi durante la sua Gran Maestranza, quali il riconoscimento da parte della United Grand Lodge of England e l'unificazione, seppure per breve tempo, del GOI con una parte della Gran Loggia Nazionale d'Italia, quella frazione di Piazza del Gesù che aveva seguito Tito Ceccherini. In quegli anni permise però la crescita a dismisura della Loggia coperta P2, sotto la guida del Maestro Venerabile Licio Gelli.
Morì improvvisamente, per emorragia cerebrale, nel 1982.